# Pauvres vieux
Pauvres vieux è un cortometraggio muto del 1907. Il nome del regista non viene riportato nei credit.

## Trama
Una vecchia coppia vive poveramente. L'uomo è malato e la moglie esce di casa cercando di trovare del denaro per curarlo. Porta alcuni poveri abiti al Monte dei Pegni, ma l'impiegato la informa seccamente che non può darle niente. In strada, due robivecchi hanno pietà di lei e le comperano i vestiti per pochi soldi. Con questo denaro, la donna compera un paio di mazzolini di fiori che vuole vendere per strada. Ma il suo tentativo è frustrato da un possibile cliente che, infastidito, le butta la mercanzia in acqua.
La donna trova qualche conforto in una missione di carità, dove le viene data una medicina. Tornata a casa, trova il marito a letto: lui alza per un momento la testa e muore. La donna, ormai sola, scoppia in lacrime.

## Produzione
Il film fu prodotto dalla Pathé Frères.

## Distribuzione
Distribuito dalla Pathé Frères, il film - un cortometraggio di 125 metri - uscì nelle sale francesi nel 1907. La Pathé lo distribuì anche negli Stati Uniti, dove venne importato e presentato il 7 dicembre 1907 con il titolo inglese The Poor Old Couple